# Єкпіндинський сільський округ
Єкпінди́нський сільський округ (каз. Екпінді ауылдық округі, рос. Екпиндинский сельский округ) — адміністративна одиниця у складі Жанакорганського району Кизилординської області Казахстану. Адміністративний центр та єдиний населений пункт — село Єкпінді.
Населення — 926 осіб (2021; 953 у 2009, 855 у 1999, 627 у 1989).
Станом на 1989 рік існувала Сунакатинська сільська рада (села Новий Єкпенди, Старий Єкпенди, Сунаката). Пізніше село Єкпінді (колишнє Старий Єкпенди) утворило окремий Єкпіндинський сільський округ.